# Назаренко, Павел Александрович
Павел Александрович Назаренко (бел. Павел Аляксандравіч Назаранка; род. 20 января 1995, Минск) — белорусский футболист, защитник клуба «Гомель».

## Клубная карьера
Воспитанник СДЮШОР минского «Динамо», с 2012 года играл за дубль минчан. В марте 2014 года был отдан в аренду «Берёзе-2010», в её составе провёл весь сезон 2014.
В начале 2015 года вернулся в «Динамо» и готовился к сезону вместе с основной командой, но перед самым стартом чемпионата, в апреле, был отдан в аренду бобруйской «Белшине». 10 апреля 2015 года дебютировал в высшей лиге, выйдя на замену на 77-й минуте в матче первого тура против «Гомеля» (0:2). Всего за бобруйский клуб сыграл в 9 матчах, преимущественно выходя на замену. 9 июля в связи с окончанием срока аренды вернулся в «Динамо», а в августе вновь оказался в «Берёзе-2010».
В начале 2016 года «Берёза-2010» прекратила существование, и Павел отправился на просмотр в гродненский «Неман», однако не подошёл. Позже присоединился к брестскому «Динамо», с которым в марте подписал контракт. Дебютный гол в высшей лиге состоялся 16 апреля того же года в матче против «Белшины» (2:4).
В июле 2017 года перешёл на правах аренды в футбольный клуб «Городея». В сезоне 2018 выступал в стартовом составе городейской команды. По окончании аренды вернулся в «Динамо».
В феврале 2019 года перешёл в «Слуцк», где также закрепился в стартовом составе. В декабре покинул команду.
В январе 2020 присоединился к клубу «Витебск». Играл в основе витеблян. В декабре покинул клуб.
В начале 2021 года тренировался с «Минском» и брестским «Динамо», а в феврале подписал контракт с казахстанским «Акжайыком». В июле присоединился к карагандинскому «Шахтёру».
В июне 2022 года вернулся в казахстанский клуб «Акжайык».
В январе 2023 года футболист стал игроком казахстанского клуба «Жетысу». В ноябре 2023 года футболист покинул клуб.
В феврале 2024 года футболист перешёл в «Гомель». Отыграл за клуб первую половину сезона-2024, в 12 матчах высшей лиги забил один гол. В июле 2024 года заключил контракт с чемпионом Таджикистана «Истиклолом». Вскоре получил травму колена и выбыл из строя практически на год. В конце июля 2025 года стал футболистом «Минска».

## Международная карьера
25 января 2014 года дебютировал за молодежную сборную Беларуси в матче против Казахстана на Кубке Содружества в Санкт-Петербурге (4:1).

## Статистика выступлений
| Сезон    | Дивизион | Клуб               | Страна          | Матчи | Голы |
| -------- | -------- | ------------------ | --------------- | ----- | ---- |
| 2012     | дубль    | Динамо (Минск)     | Флаг Беларуси   | 21    | 0    |
| 2013     | дубль    | Динамо (Минск)     | Флаг Беларуси   | 27    | 1    |
| 2014     | Д2       | Берёза-2010        | Флаг Беларуси   | 25    | 1    |
| 2015 (1) | Д1       | Белшина            | Флаг Беларуси   | 9     | 0    |
| 2015 (2) | Д2       | Берёза-2010        | Флаг Беларуси   | 15    | 2    |
| 2016     | ВЛ       | Динамо-Брест       | Флаг Беларуси   | 26    | 1    |
| 2017 (1) | ВЛ       | Динамо (Минск)     | Флаг Беларуси   | 2     | 0    |
| 2017 (2) | ВЛ       | Городея            | Флаг Беларуси   | 14    | 0    |
| 2018     | ВЛ       | Городея            | Флаг Беларуси   | 16    | 1    |
| 2019     | ВЛ       | Слуцк              | Флаг Беларуси   | 25    | 1    |
| 2020     | ВЛ       | Витебск            | Флаг Беларуси   | 24    | 1    |
| 2021 (1) | ВЛ       | Акжайык            | Флаг Казахстана | 13    | 1    |
| 2021 (2) | ВЛ       | Шахтёр (Караганда) | Флаг Казахстана | 2     | 0    |